# CityVille
CityVille — популярная игра в социальной сети Facebook, разработанная компанией Zynga. Игра является самым популярным приложением в Facebook и насчитывает более 100 миллионов активных пользователей за месяц. Модель игры предполагает строительство и управление собственным городом, получение прибыли от разнообразных объектов услуг для жителей, управление несколькими десятками персонажей, торговлю виртуальными товарами и услугами и сотрудничество с соседними городами, принадлежащими другим пользователям.